# Marisa Merlini
Pour les articles homonymes, voir Merlini.
Marisa Merlini, née le 6 août 1923 à Rome, et morte le 27 juillet 2008 dans la même ville, est une actrice italienne.

## Biographie

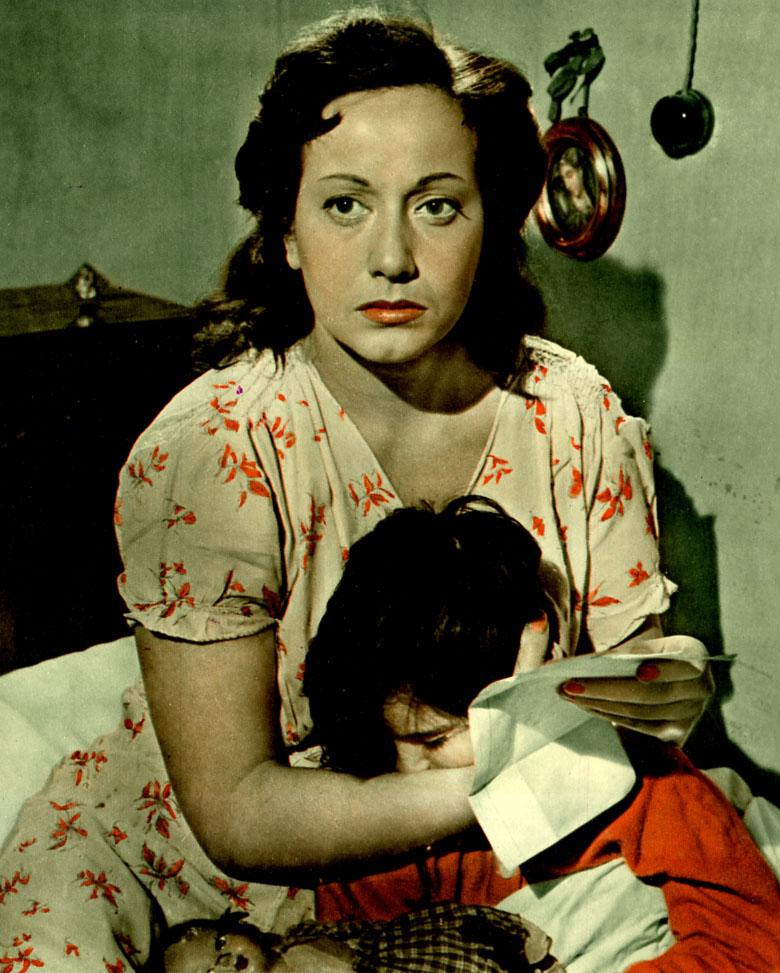
Marisa Merlini dans ' (1951).

Née Merlin dans une famille de la classe moyenne, elle grandit à Monteverde Vecchio, le quartier historique de Rome, avec ses quatre frères. Elle commence à étudier à l'école d'art dramatique de la comtesse Serra, participant aux représentations du Teatro dei fanciulli (aujourd'hui le teatro Flaiano, près de Borgo Pigna). Mais bientôt, après que son père eut quitté le toit conjugal, la jeune Marisa dut interrompre ses études et travailler à plein temps dans un magasin de parfums pour subvenir à ses besoins.
C'est là qu'elle est remarquée par Mariuccia Giuliano, l'épouse de l'acteur Macario, qui recrute à l'époque des soubrettes pour sa revue. En 1941, Merlini débute avec succès au Teatro Valle. Grâce à sa beauté éclatante, elle est choisie comme modèle par Gino Boccasile pour les illustrations de l'hebdomadaire Signorina grandi firme. En pleine guerre, elle poursuit sa carrière dans les revues : en 1943, elle est appelée par Totò pour le spectacle Che ti sei messo in testa? aux côtés d'Anna Magnani, dont elle deviendra une grande amie. Entre-temps, elle a fait ses débuts sur le grand écran en jouant un petit rôle dans Ce soir, rien de nouveau (1942) de Mario Mattoli. En 1944, elle participe à la revue Cantachiaro de Franco Monicelli, Garinei et Giovannini.
Après un petit rôle dans Rome ville libre (1946), c'est à partir de 1949 qu'elle intensifie son activité cinématographique, s'imposant comme l'une des meilleures actrices de caractère de l'époque. Au cours de sa longue carrière qui s'étend sur plus de quatre décennies, elle a joué dans plus de 160 films, tant au cinéma qu'à la télévision (sans oublier la scène). Excellente dans des rôles burlesques, elle devient, par exemple, une sage-femme célibataire qui gagne le cœur du maréchal Carotenuto (Vittorio De Sica) dans Pain, Amour et Fantaisie (1953) et sa suite Pain, Amour et Fantaisie (1954), tous deux réalisés par Luigi Comencini, puis la compagne d'Alberto Sordi dans L'Agent (1960), réalisé par Luigi Zampa, et une prostituée joyeuse dans Drame de la jalousie (1970), réalisé par Ettore Scola.
Des rôles plus difficiles ont été ceux de la touriste mélancolique dans Amours de vacances (1956) d'Antonio Racioppi, avec lequel elle a remporté le Ruban d'argent 1957 en tant que meilleure actrice dans un second rôle.
Merlini est apparue pour la dernière fois au cinéma dans La seconda notte di nozze (2005), réalisé par Pupi Avati, tandis que sa dernière prestation télévisée a été la mini-série en deux parties La buona battaglia - Don Pietro Pappagallo, réalisée en 2006 par Gianfranco Albano.
Elle est décédée à son domicile de Rome, sur la colline Fleming, près de la Piazza Vescovio, à l'âge de 84 ans. Ses funérailles ont eu lieu le 30 juillet, lors d'une cérémonie privée, à l'église des artistes de la Piazza del Popolo, à Rome. Elle a ensuite été incinérée et repose au cimetière de San Felice Circeo (province de Latina).

## Vie privée

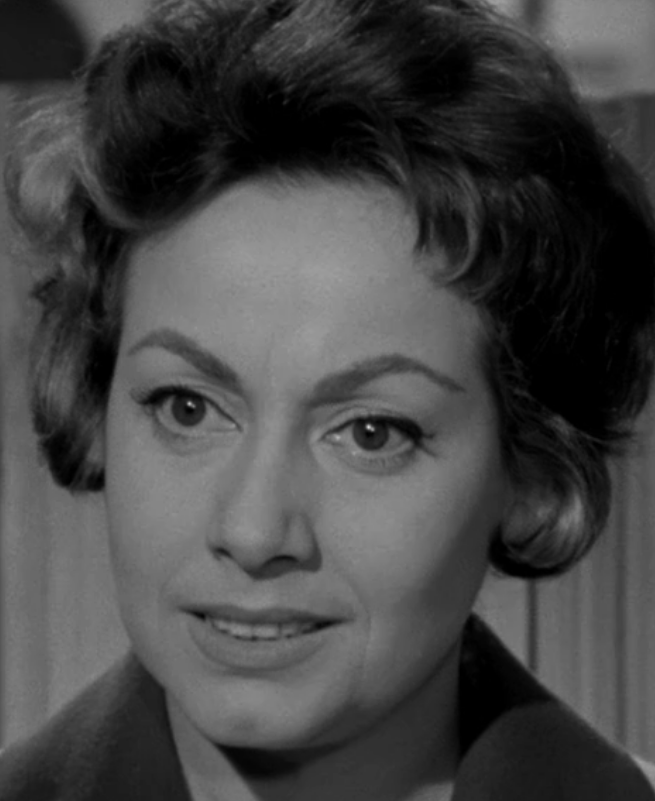
Dans Io, mammeta e tu (1958).

Extrêmement réservée, dans les années 1960, elle épouse le 24 octobre 1966 Marcello Marsiglia, âgé de 22 ans, et adopte en 1968 une petite fille, mais le mariage ne dure pas longtemps. Par la suite, une liaison avec l'homme politique communiste Antonello Trombadori est rendue publique.

## Filmographie partielle
- 1942 : Ce soir, rien de nouveau (Stasera niente di nuovo) de Mario Mattoli
- 1946 : Rome ville libre (Roma città libera) de Marcello Pagliero
- 1949 : Totò cherche un appartement (Totò cerca casa) de Mario Monicelli et Steno
- 1949 : L'Empereur de Capri (L'imperatore di Capri) de Luigi Comencini
- 1949 : Vivre à la resquille (Vivere a sbafo) de Giorgio Ferroni
- 1949 : Don Juan au studio (it) (Se fossi deputato) de Giorgio Simonelli
- 1949 : Marechiaro de Giorgio Ferroni
- 1950 : Totò cherche une épouse (Totò cerca moglie) de Carlo Ludovico Bragaglia
- 1950 : Les Mousquetaires de la reine (Amori e veleni) de Giorgio Simonelli
- 1950 : Zappatore de Rate Furlan (it)
- 1951 : Le Capitaine noir (it) (Il capitano nero) de Giorgio Ansoldi et Alberto Pozzetti
- 1951 : Napoleone de Carlo Borghesio
- 1951 : Les Deux Sergents (it) (I due sergenti) de Carlo Alberto Chiesa (it)
- 1951 : Stasera sciopero (it) de Mario Bonnard
- 1951 : L'eroe sono io (it) de Carlo Ludovico Bragaglia
- 1951 : Rome-Paris-Rome (Signori, in carrozza!) de Luigi Zampa
- 1952 : Moi, Hamlet (it) (Io, Amleto) de Giorgio Simonelli
- 1952 : Bagne à vie (it) (Ergastolo) de Luigi Capuano
- 1952 : Viva il cinema! d'Enzo Trapani et Giorgio Baldaccini
- 1952 : La famiglia Passaguai fa fortuna d'Aldo Fabrizi
- 1952 : Cani e gatti (it) de Leonardo De Mitri
- 1952 : Le Talon d'Achille (it) (Il tallone di Achille) de Mario Amendola
- 1952 : Er fattaccio (it) de Riccardo Moschino
- 1952 : Heureuse Époque (Altri tempi - Zibaldone n. 1) d'Alessandro Blasetti
- 1953 : Tormento di anime (it) de Cesare Barlacchi (it)
- 1953 : Les Héros du dimanche (Gli eroi della domenica) de Mario Camerini
- 1953 : Les Anges du faubourg (Gli angeli del quartiere) de Carlo Borghesio
- 1953 : Pain, Amour et Fantaisie (Pane, amore e fantasia) de Luigi Comencini
- 1954 : La Prisonnière d'Amalfi (La prigioniera di Amalfi) de Giorgio Cristallini
- 1955 : Destinazione Piovarolo de Domenico Paolella
- 1955 : Porta un bacione a Firenze (it) de Camillo Mastrocinque
- 1955 : L'Enfant de la rue (Cortile) d'Antonio Petrucci
- 1956 : Le Bigame (Il bigamo) de Luciano Emmer
- 1956 : Amours de vacances (Tempo di villeggiatura) d'Antonio Racioppi
- 1957 : Le Médecin et le Sorcier (Il medico e lo stregone) de Mario Monicelli
- 1957 : Le Moment le plus beau (Il momento più bello) de Luciano Emmer
- 1957 : Maris en liberté (Mariti in città) de Luigi Comencini
- 1958 : Io, mammeta e tu de Carlo Ludovico Bragaglia
- 1960 : L'Agent (Il vigile) de Luigi Zampa
- 1960 : Flagrant Délit de Giuseppe De Santis
- 1961 : Vendredi 13 heures (An einem Freitag um halb zwölf) d'Alvin Rakoff
- 1961 : Le ambiziose d'Antonio Amendola
- 1962 : La Vendetta de Jean Chérasse
- 1962 : Les Faux Jetons (Le Massaggiatrici) de Lucio Fulci
- 1963 : Tempo di Roma de Denys de La Patellière
- 1963 : Les Monstres (I mostri), film à sketches de Dino Risi; sketch Testimone volontario
- 1964 : Une femme disponible (La ragazza in prestito) d'Alfredo Giannetti : Regina
- 1965 : Le Petit Gondolier (Loca juventud) de Manuel Mur Oti
- 1965 : Squillo de Mario Sabatini
- 1966 : Moi, moi, moi et les autres (Io, io, io... e gli altri) d'Alessandro Blasetti
- 1968 : Le Grand Silence (Il grande Silenzio) de Sergio Corbucci
- 1970 : Drame de la jalousie (Dramma della gelosia - tutti i particolari in cronaca) d'Ettore Scola
- 1970 : Nini Tirebouchon (Ninì Tirabusciò, la donna che inventò la mossa) de Marcello Fondato
- 1974 : Les bidasses s'en vont en guerre de Claude Zidi
- 1975 : Le dolci zie de Mario Imperoli
- 1978 : Le Pot de vin (La mazzetta) de Sergio Corbucci
- 1981 : Le Prof d'éducation sexuelle (L'onorevole con l'amante sotto il letto) de Mariano Laurenti
- 1984 : Aurora (Qualcosa di biondo) de Maurizio Ponzi
- 2005 : La seconda notte di nozze de Pupi Avati

## Distinctions
- Ruban d'argent de la meilleure actrice dans un second rôle en 1957 pour son rôle dans le film Amours de vacances (Tempo di villeggiatura).